# Francisco Romaní y Puigdengolas
Francisco Romaní y Puigdengolas (Capellades, 1831-Barcelona, 1912) fue un jurista y político español, de pensamiento regionalista, conservador y catalanista.

## Biografía
Nació el 6 de marzo de 1831 en la localidad barcelonesa de Capellades. Católico, monárquico, conservador y perteneciente a la escuela jurídica catalana, fue discípulo de Estanislao Reynals y Rabassa, quien habría actuado como su protector.
Romaní, que sostenía un pensamiento regionalista, se oponía a lo que entendía como centralismo y propugnaba una mayor voz de las regiones en la política española. En su obra Antigüedad del regionalismo español trazaría una línea entre una «cultura catalana, de raigambre romana, que habría establecido un orden feudal bajo influencia carolingia, y otra castellana, goda de origen y siempre más autoritaria, que habría culminado en el Estado liberal, tiránico y parasitario».
Con la Revolución de 1868 se acercó al republicanismo federal —si bien manifestaría más adelante que «sentía cierta repugnancia» en declararse republicano—, más tarde figuraría en una heterogénea candidatura de Defensa de Unidad Católica para finalmente, tras un breve tránsito por el carlismo, terminar cerrando filas en torno al catalanismo político, formando parte del Centre Català y la Unió Catalanista. Fue fundador de la revista La España Regional, que dirigió. Falleció el 17 de diciembre de 1912 en Barcelona.

## Obras
- Memoria sobre la naturaleza del crédito territorial y sobre las medidas legislativas para favorecer su desarrollo en España (1865).
- El federalismo en España (1869).[8]
- Breves reflexiones sobre fueros civiles en España (1878).[7]
- Antigüedad del regionalismo español (1890).[9]
- La dominación goda en la península ibérica (1896).[9][10]
- Sobre la formación del regionalismo español (1898).[9]